# Francis Turner Palgrave
Francis Turner Palgrave (født 28. september 1824, død 24. oktober 1897) var en engelsk digter og kunstkritiker, søn af Francis Palgrave, bror til William Gifford, Inglis og Reginald Palgrave.
Palgrave studerede ved Balliol College i Oxford, var 1846 privatesekretær hos Gladstone og trådte to år senere ind i Undervisningsministeriet; 1885—95 var han professor i Oxford. Han har udgivet en række digtsamlinger og essaysamlinger, men huskes nu bedst for hans antologi: The Golden Treasury of Songs and Lyrics, der dog vist fuldt så meget skylder vennen Tennyson sit fortrinlige udvalg. 